# Al-Ghadir
Al-Ghadir, (en persan : الغدير) est un livre de 20 volumes écrit par le savant iranien chiite Abdul Hosein Amini pour la preuve de succession d'Ali ibn Abi Talib après le prophète Mahomet et la preuve de la religion chiite. Ce livre est écrit en arabe.
Certains considèrent ce livre comme le livre le plus autoritaire pour prouver le chiisme. 

## Le contenu
Al-Ghadir est un livre de 20 volumes avec 11 volumes imprimés en arabe. Ces 11 volumes ont été traduits en 22 volumes en persan. Le sujet principal du livre est L’événement du Ghadir Khumm, tous les hadiths rapportés dans cette œuvre sont relatés des savants sunnites. Allameh Amini s’est référé aux livres des Sunnites pour réunir de nombreux hadiths qui démontrent le droit d’Ali ibn Abi Talib à la succession immédiate du Prophète. L’auteur a parcouru différents pays comme l’Iran, l’Irak, l’Inde, le Pakistan, la Syrie, l’Égypte, le Maroc,… pour accéder aux documents et livres dont il s’est servi comme référence. Ces livres dont le nombre dépasse les cent mille ont été consultés régulièrement pour la réalisation de cet ouvrage des onze volumes en arabe. 
L'auteur de ce livre fait référence à 110 compagnons et 84 disciples du Prophète qui ont raconté le hadith de Ghadir Khumm. Puis, il écrit les noms de 360 des narrateurs de hadith de Ghadir du IIe au XIVe siècle. À la fin, il mentionne également les poèmes de divers poètes sur ce sujet. 
L'auteur écrit à propos de ce livre : 

« J'ai lu 10000 livres complètement, pour écrire Al-Gha'dir, et j'ai lu 100 000 livres à plusieurs reprises. »

9 volumes inédits est une étude complète du Hadith de Wilayah.

## Les traductions
- Cet ouvrage a été traduit en ourdou par Seyed Ali Akhtar Razavi, éminent homme de lettres indien en 20 ans[2].
- La famille de soleil est un livre qui contient quelques hadithe de livre AlGadir traduit en Francais[3].